# Vandœuvre Nancy Volley-Ball
Vandœuvre Nancy Volley-Ball är en volleybollklubb från Vandœuvre-lès-Nancy, Frankrike. Klubben bildades 1960 och spelar sedan säsongen 2015-2016 i Ligue A (högsta serien).